# Zaragoza kommun, Coahuila
Zaragoza är en kommun i Mexiko.   Den ligger i delstaten Coahuila, i den norra delen av landet, 1 100 km norr om huvudstaden Mexico City. Antalet invånare är 12 702. Arean är 8 184 kvadratkilometer.
Terrängen i Zaragoza är kuperad åt sydväst, men åt nordost är den platt.
Följande samhällen finns i Zaragoza:
- Zaragoza
- Paso del Tío Pío
- Santa Eulalia